# Musikjahr 1995
Liste der Musikjahre

◄◄ | ◄ | 1991 | 1992 | 1993 | 1994 | Musikjahr 1995 | 1996 | 1997 | 1998 | 1999 | ► | ►►

Weitere Ereignisse · Country-Musik
Dieser Artikel behandelt das Musikjahr 1995.

## Ereignisse

### Populäre Musik und Jazz
- 13. Januar: Ray Brown, Roy Haynes und Horace Silver werden in Anaheim mit der NEA Jazz Masters Fellowship ausgezeichnet.
- 16. Januar: Der ORF-Jugendsender FM4 geht auf Sendung.
- 08. März: Ingo Schwichtenberg, Schlagzeuger der Band Helloween, stirbt in Hamburg durch Suizid.
- 13. Mai: Secret Garden gewinnen in Dublin mit dem Lied Nocturne für Norwegen die 40. Auflage des Eurovision Song Contest.
- 26. Juni: Der Posaunist Albert Mangelsdorff wird in München mit dem Paul-Woitschach-Preis ausgezeichnet.
- 02. September: Die von Ieoh Ming Pei entworfene Rock and Roll Hall of Fame öffnet in Cleveland ihre Pforten.
- 14. September: Der britische Singer-Songwriters David Bowie startet in Hartford seine Outside World Tour.
- 25. September: Die Rockgruppe Böhse Onkelz veröffentlicht Hier sind die Onkelz, ihr erstes Album bei dem Major-Label Virgin Records. Handelsketten wie WOM oder Media Markt reagieren mit Verkaufsboykott.
- 30. September: Cecil Taylor tritt mit Thurman Barker beim Deutschen Jazzfestival in Frankfurt auf.
- 21. November: Der US-amerikanische Singer-Songwriter Bruce Springsteen startet in Red Bank seine Ghost of Tom Joad Tour.
- 23. November: Die MTV Europe Music Awards 1995 finden in Paris (Frankreich) statt.

### Klassische Musik
- 03. Mai: Uraufführung der Oper I Was Looking at the Ceiling and Then I Saw the Sky von John Adams an der University of California, Berkeley.

### Film
- 27. März: Der US-amerikanische Spielfilm Forrest Gump von Robert Zemeckis mit Tom Hanks in der Titelrolle wird bei der Oscarverleihung in Los Angeles mit insgesamt sechs Academy Awards ausgezeichnet. Die Filmmusik von Alan Silvestri erhält 1995 eine Oscar- und eine Golden-Globes-Nominierung in der Kategorie Beste Musik.

## Musikcharts

### Deutschland
| Singles                                        | Position | Alben                                            |
| ---------------------------------------------- | -------- | ------------------------------------------------ |
|                                                |          |                                                  |
| Conquest of Paradise Vangelis                  | 1        | Over the Hump The Kelly Family                   |
| Gangsta’s Paradise Coolio feat. L. V.          | 2        | No Need to Argue The Cranberries                 |
| Wish You Were Here Rednex                      | 3        | Abenteuerland Pur                                |
| Zombie The Cranberries                         | 4        | 1492: Conquest of Paradise (Soundtrack) Vangelis |
| Scatman (Ski-Ba-Bop-Ba-Dop-Bop) Scatman John   | 5        | Lieder, die die Welt nicht braucht Die Doofen    |
| Have You Ever Really Loved a Woman Bryan Adams | 6        | Dookie Green Day                                 |
| Back for Good Take That                        | 7        | Tekkno ist cool - Vol. 1 Die Schlümpfe           |
| Tears Don’t Lie Mark'Oh                        | 8        | Affentheater Westernhagen                        |
| Be My Lover La Bouche                          | 9        | Smash The Offspring                              |
| Alice, Who the X Is Alice? Gompie              | 10       | Greatest Hits Bruce Springsteen                  |

Die längsten Nummer-eins-Singles
Lieder, die die meiste Zeit während eines anderen Jahres auf Platz eins der Charts verbrachten, werden hier nicht aufgeführt.
1. Vangelis – Conquest of Paradise (11 Wochen)
2. Coolio – Gangsta’s Paradise (8 Wochen)
3. Rednex – Wish You Were Here (6 Wochen)

Die längsten Nummer-eins-Alben
Alben, die die meiste Zeit während eines anderen Jahres auf Platz eins der Charts verbrachten, werden hier nicht aufgeführt.
1. Queen – Made in Heaven (11 Wochen)
2. Pur – Abenteuerland; Bruce Springsteen – Greatest Hits (jeweils 7 Wochen)
3. The Cranberries – No Need to Argue; Die Doofen – Lieder, die die Welt nicht braucht (jeweils 6 Wochen)

Alle Nummer-eins-Hits und die Hits des Jahres

### Österreich
| Singles                                         | Position | Alben                                            |
| ----------------------------------------------- | -------- | ------------------------------------------------ |
|                                                 |          |                                                  |
| Wish You Were Here Rednex                       | 1        | Over the Hump The Kelly Family                   |
| Old Pop in an Oak Rednex                        | 2        | Smash The Offspring                              |
| Lass uns schmutzig Liebe machen Die Schröders   | 3        | Tekkno ist cool Vol. 1 Die Schlümpfe             |
| Conquest of Paradise Vangelis                   | 4        | Dookie Green Day                                 |
| Shut Up (And Sleep with Me) Sin with Sebastian  | 5        | 1492: Conquest of Paradise (Soundtrack) Vangelis |
| Have You Ever Really Loved a Woman? Bryan Adams | 6        | No Need to Argue The Cranberries                 |
| Zombie The Cranberries                          | 7        | Greatest Hits Bruce Springsteen                  |
| Scatman (Ski-Ba-Bop-Ba-Dop-Bop) Scatman John    | 8        | Cross Road Bon Jovi                              |
| An Angel The Kelly Family                       | 9        | Made in England Elton John                       |
| Cotton Eye Joe Rednex                           | 10       | These Days Bon Jovi                              |

Die längsten Nummer-eins-Singles
Lieder, die die meiste Zeit während eines anderen Jahres auf Platz 1 der Charts verbrachten, werden hier nicht aufgeführt.
1. Rednex – Wish You Were Here; Rednex – Old Pop in an Oak (jeweils 10 Wochen)
2. Sin with Sebastian – Shut Up (And Sleep with Me) (7 Wochen)
3. Scatman John – Scatman (Ski-Ba-Bop-Ba-Dop-Bop) (6 Wochen)

Die längsten Nummer-eins-Alben
Alben, die die meiste Zeit während eines anderen Jahres auf Platz eins der Charts verbrachten, werden hier nicht aufgeführt.
1. The Cranberries – No Need to Argue (7 Wochen)
2. Bruce Springsteen – Greatest Hits; Die Schlümpfe – Tekkno ist cool Vol. 1 (jeweils 6 Wochen)
3. Queen – Made in Heaven; Bon Jovi – These Days (jeweils 5 Wochen)

Alle Nummer-eins-Hits und die Hits des Jahres

### Schweiz
| Singles                                         | Position | Alben                                           |
| ----------------------------------------------- | -------- | ----------------------------------------------- |
|                                                 |          |                                                 |
| Have You Ever Really Loved a Woman? Bryan Adams | 1        | Over the Hump The Kelly Family                  |
| Conquest of Paradise Vangelis                   | 2        | D’eux Céline Dion                               |
| Wish You Were Here Rednex                       | 3        | No Need to Argue The Cranberries                |
| Scatman (Ski-Ba-Bop-Ba-Dop-Bop) Scatman John    | 4        | 1492: Conquest of Paradise Vangelis             |
| Be My Lover La Bouche                           | 5        | Dookie Green Day                                |
| Alice, Who the X Is Alice? Gompie               | 6        | Smash The Offspring                             |
| Zombie The Cranberries                          | 7        | Sex & Violins Rednex                            |
| Back for Good Take That                         | 8        | History – Past, Present, Future Michael Jackson |
| Think Twice Céline Dion                         | 9        | MTV Unplugged in New York Nirvana               |
| Cotton Eye Joe Rednex                           | 10       | The Colour of My Love Céline Dion               |

Die längsten Nummer-eins-Singles
Lieder, die die meiste Zeit während eines anderen Jahres auf Platz 1 der Charts verbrachten, werden hier nicht aufgeführt.
1. Rednex – Wish You Were Here (11 Wochen)
2. Rednex – Cotton Eye Joe; Scatman John – Scatman (Ski-Ba-Bop-Ba-Dop-Bop) (jeweils 9 Wochen)
3. Vangelis – Conquest of Paradise (8 Wochen)

Die längsten Nummer-eins-Alben
Alben, die die meiste Zeit während eines anderen Jahres auf Platz eins der Charts verbrachten, werden hier nicht aufgeführt.
1. Queen – Made in Heaven; Céline Dion – D’eux (jeweils 6 Wochen)
2. The Kelly Family – Over the Hump (5 Wochen)
3. Vangelis – 1492: Conquest of Paradise (Soundtrack); Take That – Nobody Else; Michael Jackson – History – Past, Present, Future (jeweils 4 Wochen)

Alle Nummer-eins-Hits und die Hits des Jahres

### Vereinigtes Königreich
| Singles                                                      | Position | Alben                                                     |
| ------------------------------------------------------------ | -------- | --------------------------------------------------------- |
|                                                              |          |                                                           |
| Unchained Melody / The White Cliffs of Dover Robson & Jerome | 1        | Robson & Jerome Robson & Jerome                           |
| Gangsta’s Paradise Coolio feat. L. V.                        | 2        | (What’s the Story) Morning Glory? Oasis                   |
| I Believe / Up on the Roof Robson & Jerome                   | 3        | The Colour of My Love Céline Dion                         |
| Back for Good Take That                                      | 4        | Life Simply Red                                           |
| Think Twice Céline Dion                                      | 5        | HIStory – Past, Present and Future Book I Michael Jackson |
| Fairground Simply Red                                        | 6        | Stanley Road Paul Weller                                  |
| You Are Not Alone Michael Jackson                            | 7        | Made in Heaven Queen                                      |
| Earth Song Michael Jackson                                   | 8        | The Great Escape Blur                                     |
| Missing (Todd Terry Remix) Everything but the Girl           | 9        | Picture This Wet Wet Wet                                  |
| Country House Blur                                           | 10       | Different Class Pulp                                      |

Die längsten Nummer-eins-Singles
Lieder, die die meiste Zeit während eines anderen Jahres auf Platz 1 der Charts verbrachten, werden hier nicht aufgeführt.
1. Céline Dion – Think Twice; Robson & Jerome – Unchained Melody / The White Cliffs of Dover (jeweils 7 Wochen)
2. Take That – Back for Good; Outhere Brothers – Boom Boom Boom; Simply Red – Fairground; Robson & Jerome – I Believe / Up on the Roof; Michael Jackson – Earth Song (jeweils 4 Wochen)
3. Rednex – Cotton Eye Joe; Take That – Never Forget (jeweils 3 Wochen)

Die längsten Nummer-eins-Alben
Alben, die die meiste Zeit während eines anderen Jahres auf Platz 1 der Charts verbrachten, werden hier nicht aufgeführt.
1. Céline Dion – The Colour of My Love (7 Wochen)
2. Robson & Jerome – Robson & Jerome (6 Wochen)
3. Bon Jovi – These Days (4 Wochen)

Alle Nummer-eins-Hits und die Hits des Jahres

### Vereinigte Staaten
Die längsten Nummer-eins-Singles
Lieder, die die meiste Zeit während eines anderen Jahres auf Platz 1 der Charts verbrachten, werden hier nicht aufgeführt.
1. Mariah Carey – Fantasy (8 Wochen)
2. TLC – Waterfalls; Madonna – Take a Bow; Montell Jordan – This Is How We Do It (jeweils 7 Wochen)
3. Bryan Adams – Have You Ever Really Loved a Woman? (5 Wochen)

Die längsten Nummer-eins-Alben
Alben, die die meiste Zeit während eines anderen Jahres auf Platz 1 der Charts verbrachten, werden hier nicht aufgeführt.
1. Hootie & The Blowfish – Cracked Rear View; Garth Brooks – The Hits (jeweils 8 Wochen)
2. Original Motion Picture Soundtrack – Dangerous Minds; 2Pac – Me Against the World (jeweils 4 Wochen)
3. Mariah Carey – Daydream; The Beatles – Anthology 1 (jeweils 3 Wochen)

Alle Nummer-eins-Hits und die Hits des Jahres

### Charts in weiteren Ländern
Siehe auch: Nummer-eins-Hits 1995 in  Australien, Belgien, Dänemark, Deutschland, Finnland, Frankreich, Irland, Italien, Japan, Kanada, Neuseeland, den Niederlanden, Norwegen, Österreich, Schweden, der Schweiz, Spanien, Ungarn, den Vereinigten Staaten und im Vereinigten Königreich.

## Musikpreise und Ehrungen

### Musikwettbewerbe
Eurovision Song Contest
1. Secret Garden: Nocturne
2. Anabel Conde: Vuelve conmigo
3. Jan Johansen: Se på mig
4. Nathalie Santamaria: Il me donne rendez-vous
5. Aud Wilken: Fra Mols til Skagen

## Gründungen und Auflösungen

### Gründungen
- Air – französisches Electronica-Duo
- Die Apokalyptischen Reiter – deutsche Metal-Band
- Beatsteaks – deutsche Alternative-Rock-/Punk-Band aus Berlin
- Bombshell Rocks – schwedische Band
- Brain Failure – chinesische Punk-Rock-Band aus Peking
- Bright Eyes – US-amerikanisches Band-Projekt
- Foo Fighters – US-amerikanische Rockband
- Gaffa – deutsche Punkrock-Band aus Göppingen
- Godsmack - US-amerikanische Hard-Rock-Band
- Grün & Huth – Chansonkabarett-Duo aus Bonn
- In Extremo – deutsche Mittelalter-Rock-Band aus Berlin
- Karol Szymanowski Quartett – in Warschau gegründetes Streichquartett
- Knorkator – deutsche Rockband aus Berlin
- Less Than Zero – italienisches Independent-Label
- Madrugada – norwegische Indie-Rock-Band
- Morcheeba – britische Trip-Hop-Band
- MozART group – internationales Streichquartett mit kabarettistischem Charakter
- Nickelback – kanadische Rockband
- System of a Down – US-amerikanische Metal-Band aus Kalifornien
- Slipknot – US-amerikanische Metal-Band aus Iowa
- Soilwork – schwedische Melodic-Death-Metal-Band
- Strapping Young Lad – kanadische Industrial-/Death-Metal-Band
- The Visionaries – sechsköpfige Underground‑Hip‑Hop‑Crew aus Los Angeles
- Wilco – US-amerikanische Rockband

### Auflösungen
- Grateful Dead – US-amerikanische Rockband aus San Francisco

## Neuveröffentlichungen (Auswahl)

### Lieder und Kompositionen
| Lied                     | Text                                                                                     | Musik                                                                                    | Erstinterpret                   | Label                                                            | Veröffentlichung   | Genre                              | Album                                        | Weitere Informationen                                                                                               |
| ------------------------ | ---------------------------------------------------------------------------------------- | ---------------------------------------------------------------------------------------- | ------------------------------- | ---------------------------------------------------------------- | ------------------ | ---------------------------------- | -------------------------------------------- | --- |
| A Question of Honour     | Frank Peterson                                                                           | Frank Peterson                                                                           | Sarah Brightman                 | EastWest Records                                                 | 1995               | Operatic Pop                       | Fly                                          | |
| Abenteuerland            | Hartmut Engler, Ingo Reidl                                                               | Hartmut Engler, Ingo Reidl                                                               | Pur                             | Intercord (1995) / EMI, Universal Music(2002)                    | 21. August 1995    | Pop                                | Abenteuerland                                | |
| Aeroplane                | Michael Balzary, Anthony Kiedis, Dave Navarro, Chad Smith                                | Michael Balzary, Anthony Kiedis, Dave Navarro, Chad Smith                                | Red Hot Chili Peppers           | Warner Bros. Records                                             | 8. September 1995  | Pop, Rock                          | One Hot Minute                               | |
| Anxiety                  | Marcin Kotaś                                                                             | Cemetery of Scream                                                                       | Cemetery of Scream              | Croon Records                                                    | 1995               | Gothic Metal                       | Melancholy                                   | |
| Dead Man Walking         | Bruce Springsteen                                                                        | Bruce Springsteen                                                                        | Bruce Springsteen               |                                                                  | 1995               | Filmsong                           |                                              | Das Lied erhielt 1996 eine Oscarnominierung als bester Filmsong.                                                    |
| Decamerone               | Jason Köhnen                                                                             | Celestial Season                                                                         | Celestial Season                | Displeased Records                                               | 21. November 1995  | Gothic Metal                       | Solar Lovers                                 | |
| Exhale (Shoop Shoop)     | Kenneth Edmonds                                                                          | Kenneth Edmonds                                                                          | Whitney Houston                 | Arista Records                                                   | 7. November 1995   | Contemporary R&B                   | Waiting to Exhale: Original Soundtrack Album | |
| Fantasy                  | Adrian Belew, Mariah Carey, Chris Frantz, Dave Hall, Steven Stanley, Tina Weymouth       | Adrian Belew, Mariah Carey, Chris Frantz, Dave Hall, Steven Stanley, Tina Weymouth       | Mariah Carey                    | Columbia                                                         | 12. September 1995 | Pop                                | Daydream                                     | |
| I’ll Be There for You    | Michael Skloff, David Crane, Marta Kauffman, Allee Willis, Danny Wilde, Phil Sōlem       | Michael Skloff, David Crane, Marta Kauffman, Allee Willis, Danny Wilde, Phil Sōlem       | The Rembrandts                  | East West Records, Elektra                                       | 23. Mai 1995       | Power Pop                          | LP                                           | |
| Ich find’ dich scheiße   | Torsten Börger, Marlene Tackenberg, Ricarda Wältken, Liane Wiegelmann, Claudia Wohlfromm | Torsten Börger, Marlene Tackenberg, Ricarda Wältken, Liane Wiegelmann, Claudia Wohlfromm | Tic Tac Toe                     | RCA Records                                                      | 6. November 1995   | Deutscher Hip-Hop                  | Tic Tac Toe                                  | |
| Ironic                   | Glen Ballard, Alanis Morissette                                                          | Glen Ballard, Alanis Morissette                                                          | Alanis Morissette               | Maverick Records                                                 | 9. Juni 1995       | Alternative Rock, Post-Grunge      | Jagged Little Pill                           | |
| June Afternoon           | Per Gessle                                                                               | Per Gessle                                                                               | Roxette                         |                                                                  | 30. Oktober 1995   | Pop                                | Don’t Bore Us, Get to the Chorus!            | |
| Juke-Joint Jezebel       | Sascha Konietzko, Klaus Schandelmaier, Günter Schulz, Raymond Watts                      | Sascha Konietzko, Klaus Schandelmaier, Günter Schulz, Raymond Watts                      | KMFDM                           | Wax Trax! Records, TVT Records                                   | 28. Februar        | Industrial Rock / Industrial Metal | Nihil                                        | |
| Kiss                     | Sean Brennan                                                                             | Sean Brennan                                                                             | London After Midnight           | Apocalyptic Vision                                               | 1995               | Dark Rock, Synth Rock              | Psycho Magnet                                | |
| Moonlight                | Alan Bergman, Marilyn Bergman, John Williams                                             | Alan Bergman, Marilyn Bergman, John Williams                                             | Sting                           |                                                                  | 1995               | Filmsong                           |                                              | Das Lied für den Film Sabrina (1995) wurde bei der Oscarverleihung 1996 für den Oscar als bester Filmsong nominiert |
| My Friends               | Michael Balzary, Anthony Kiedis, Dave Navarro, Chad Smith                                | Michael Balzary, Anthony Kiedis, Dave Navarro, Chad Smith                                | Red Hot Chili Peppers           | Warner Bros. Records                                             | 8. September 1995  | Rock                               | One Hot Minute                               | |
| Only Happy When It Rains | Garbage                                                                                  | Garbage                                                                                  | Garbage                         | Mushroom Records, Almo Sounds                                    | 15. August 1995    | Alternative Rock                   | Garbage                                      | |
| Shook Ones, Part II      | Albert Johnson, Kejuan Muchita                                                           | Albert Johnson, Kejuan Muchita                                                           | Mobb Deep                       | Loud Records                                                     | 3. Februar 1995    | Hip-Hop, Gangsta-Rap               | The Infamous                                 | |
| Sie ist weg              | Michael Beck, Thomas Dürr, Andreas Rieke, Michael B. Schmidt                             | Michael Beck, Thomas Dürr, Andreas Rieke, Michael B. Schmidt                             | Die Fantastischen Vier          | Sony Music Entertainment                                         | 28. August 1995    | Deutscher Hip-Hop, Rap             | Lauschgift                                   | |
| Solar Child              | Stefan Ruiters                                                                           | Celestial Season                                                                         | Celestial Season                | Displeased Records                                               | 21. November 1995  | Gothic Metal, Stoner Rock          | Solar Lovers                                 | |
| Tears of Time            | Gerhard „Felix“ Stass                                                                    | Crematory, Markus Jüllich                                                                | Crematory                       | Massacre Records                                                 | 26. September 1995 | Gothic Metal                       | Illusions                                    | |
| Tha Crossroads           | Bone, Tim Middleton, Tony-C                                                              | Bone, Tim Middleton, Tony-C                                                              | Bone Thugs-N-Harmony            | Ruthless Records, Relativity Records(USA), Epic Records (Europa) | 25. Juli 1995      | Hip-Hop, Pop                       | E. 1999 Eternal                              | |
| The Cry of Mankind       | Aaron Stainthorpe                                                                        | My Dying Bride                                                                           | My Dying Bride                  | Peaceville Records                                               | 22. Mai 1995       | Gothic Metal                       | The Angel and the Dark River                 | |
| This Is How We Do It     | Montell Jordan, Oji Pierce, Ricky Walters                                                | Montell Jordan, Oji Pierce, Ricky Walters                                                | Montell Jordan                  |                                                                  | 6. Februar 1995    | Hip-Hop                            | This Is How We Do It                         | |
| Vampiria                 | Fernando Ribeiro                                                                         | Moonspell                                                                                | Moonspell                       | Century Media                                                    | 1. April 1995      | Gothic Metal                       | Wolfheart                                    | |
| Warped                   | Michael Balzary, Anthony Kiedis, Dave Navarro, Chad Smith                                | Michael Balzary, Anthony Kiedis, Dave Navarro, Chad Smith                                | Red Hot Chili Peppers           | Warner Bros. Records                                             | 9. August 1995     | Rock                               | One Hot Minute                               | |
| While the Earth Sleeps   | Peter Gabriel, Éric Mouquet, Michel Sanchez                                              | Peter Gabriel, Éric Mouquet, Michel Sanchez                                              | Deep Forest feat. Peter Gabriel | Columbia Records                                                 | 20. Juni 1995      | Electronic, Pop, Weltmusik         | Boheme (European Edition)                    | |
| Wonderwall               | Noel Gallagher                                                                           | Noel Gallagher                                                                           | Oasis                           | Creation Records                                                 | 30. Oktober 1995   | Alternative Rock, Britpop          | (What’s the Story) Morning Glory?            | |
| You’ll See               | Madonna Ciccone, David Foster                                                            | Madonna Ciccone, David Foster                                                            | Madonna                         | Maverick Records                                                 | 23. Oktober 1995   | Pop                                | Something to Remember                        | |

### Alben
| Album                                             | Interpret                                      | Label                                  | Veröffentlichung   | Genre                                    | Weitere Informationen |
| ------------------------------------------------- | ---------------------------------------------- | -------------------------------------- | ------------------ | ---------------------------------------- | --------------------- |
| ¡Adios Amigos!                                    | Ramones                                        | Radioactive Records, Chrysalis Records | 18. Juli 1995      | Punkrock                                 | Letzte Studioalbum    |
| (What’s the Story) Morning Glory?                 | Oasis                                          | Creation Records                       | 29. September 1995 | Britpop                                  |                       |
| 1. Outside                                        | David Bowie                                    | Arista Records                         | 25. September 1995 | Art-Rock, Experimental, Ambient          |                       |
| 100° and Rising                                   | Incognito                                      | Talkin’ Loud                           | Juni 1995          | Acid Jazz                                |                       |
| A.M.                                              | Wilco                                          | Sire Records, Reprise Records          | 26. März 1995      | Alternative Country, Country-Rock        | Debütalbum            |
| Alive in America                                  | Steely Dan                                     | Giant Records                          | 17. Oktober 1995   | Jazz, Fusion                             |                       |
| Balance                                           | Van Halen                                      | Warner Music Group                     | 24. Januar 1995    | Hard Rock                                |                       |
| Ballbreaker                                       | AC/DC                                          | Elektra Records                        | 22. September 1995 | Hard Rock, Bluesrock                     |                       |
| Cause for Conflict                                | Kreator                                        | Gun Records                            | 1. August 1995     | Thrash Metal                             |                       |
| Cheshire Cat                                      | Blink-182                                      | Cargo Music, Grilled Cheese            | 17. Februar 1995   | Pop-Punk, Skatepunk                      | Debütalbum            |
| Circus                                            | Lenny Kravitz                                  | Virgin Records                         | 12. September 1995 | Alternative Rock, Hard Rock, Funk Rock   |                       |
| Cross Purposes Live                               | Black Sabbath                                  | I.R.S. Records                         | 13. März 1995      | Heavy Metal                              | Livealbum             |
| Double Rainbow: The Music of Antonio Carlos Jobim | Joe Henderson                                  | Verve Records                          | 1995               | Jazz                                     |                       |
| Draconian Times                                   | Paradise Lost                                  | Music for Nations                      | 12. Juni 1995      | Dark Rock, Gothic Metal, Heavy Metal     |                       |
| Ein Lied für jeden Sonnenstrahl                   | Stefanie Hertel                                | EastWest Records                       | 5. Mai 1995        | Volkstümliche Musik                      |                       |
| Foo Fighters                                      | Foo Fighters                                   | Roswell Records, Capitol Records       | 4. Juli 1995       | Post-Grunge, Alternative Rock, Punkrock  | Debütalbum            |
| Forbidden                                         | Black Sabbath                                  | I.R.S. Records                         | 8. Juni 1995       | Heavy Metal                              |                       |
| Get Ready to Receive Yourself                     | Joe Maneri                                     | Leo Records                            | 1995               | Neue Improvisationsmusik                 |                       |
| Good News from the Next World                     | Simple Minds                                   | Virgin Records                         | 30. Januar 1995    | Pop-Rock                                 |                       |
| Greatest Hits                                     | Bruce Springsteen                              | Columbia Records                       | 27. Februar 1995   | Rock                                     | Kompilation           |
| Herzeleid                                         | Rammstein                                      | Motor Music                            | 24. September 1995 | Neue Deutsche Härte                      | Debütalbum            |
| Hier sind die Onkelz                              | Böhse Onkelz                                   | Virgin Records                         | 25. September 1995 | Hard Rock                                |                       |
| Infernal Love                                     | Therapy?                                       | A&M Records                            | 12. Juni 1995      | Alternative Rock, Alternative Metal      |                       |
| Insomniac                                         | Green Day                                      | Reprise Records                        | 6. Oktober 1995    | Punkrock                                 |                       |
| Jagged Little Pill                                | Alanis Morissette                              | Maverick Records, Reprise Records      | 13. Juni 1995      | Pop, Dance-Pop                           |                       |
| King for a Day… Fool for a Lifetime               | Faith No More                                  | Slash Records                          | 28. März 1995      | Alternative Metal, Alternative Rock      |                       |
| Lauschgift                                        | Die Fantastischen Vier                         | Sony Music Entertainment               | 10. September 1995 | Hip-Hop                                  |                       |
| Maio Maduro Maio                                  | Amélia Muge, José Mário Branco und João Afonso | Columbia/Sony Portugal                 | 1995               | Folk, Weltmusik                          |                       |
| Masquerade in Blood                               | Sodom                                          | Steamhammer/SPV                        | 1. Juni 1995       | Thrash Metal, Death Metal                |                       |
| New Beginning                                     | Tracy Chapman                                  | Elektra Records                        | 14. November 1995  | Folk-Rock                                |                       |
| Now & Forever                                     | Kim Wilde                                      | MCA Records                            | 30. Oktober 1995   | Dancepop, Contemporary R&B               |                       |
| Of Chaos and Eternal Night                        | Dark Tranquillity                              | Spinefarm Records                      | 3. Februar 1995    | Melodic Death Metal                      | EP                    |
| Once upon the Cross                               | Deicide                                        | Roadrunner Records                     | 17. April 1995     | Death Metal                              |                       |
| Out of My Hands                                   | Jennifer Rush                                  | EMI, Electrola                         | 9. Februar 1995    | Pop, Pop-Rock                            |                       |
| Ozzmosis                                          | Ozzy Osbourne                                  | Epic Records                           | 24. Oktober 1995   | Heavy Metal                              |                       |
| Paranoid & Sunburnt                               | Skunk Anansie                                  | Virgin Records                         | 18. September 1995 | Alternative Rock, Hard Rock, Punkrock    | Debütalbum            |
| Planet Punk                                       | Die Ärzte                                      | Metronome Records, WEA International   | 15. September 1995 | Punkrock, Rock                           |                       |
| Rarestonebowie                                    | David Bowie                                    | Golden Years, Griffin Music            | Mai 1995           | Artrock, Elektronische Musik             | Kompilation           |
| Roots to Branches                                 | Jethro Tull                                    | Chrysalis Records                      | 4. September 1995  | Progressive Rock, Hard Rock              |                       |
| Sacrifice                                         | Motörhead                                      | CBH/CMC                                | 27. März 1995      | Heavy Metal                              |                       |
| Second Star to the Right (Salute to Walt Disney)  | Sun Ra                                         | Leo Records                            | 1995               | Jazz                                     |                       |
| Sea of Light                                      | Uriah Heep                                     | Steamhammer/SPV                        | April 1995         | Hard Rock, Progressive Rock              |                       |
| Something to Remember                             | Madonna                                        | Sire Records, Warner Bros.             | 7. November 1995   | Pop                                      | Kompilation           |
| Still Not Black Enough                            | W.A.S.P.                                       | Castle Communications                  | Juni 1995          | Heavy Metal                              |                       |
| Stripped                                          | The Rolling Stones                             | Virgin Records                         | 13. November 1995  | Rock                                     | Livealbum             |
| Sventevith (Storming Near the Baltic)             | Behemoth                                       | Pagan Records                          | April 1995         | Black Metal                              | Debütalbum            |
| The Ghost of Tom Joad                             | Bruce Springsteen                              | Columbia Records                       | 21. November 1995  | Rock                                     |                       |
| The Gold Experience                               | Prince                                         | NPG Records, Warner Bros. Records      | 25. September 1995 | Contemporary R&B, Funk, Pop, Rock        |                       |
| The Versace Experience (Prelude 2 Gold)           | Prince                                         | NPG Records                            | 8. Juli 1995       | Contemporary R&B, Funk, House, Jazz, Pop | Kompilation           |
| The X Factor                                      | Iron Maiden                                    | EMI                                    | 2. Oktober 1995    | Heavy Metal                              |                       |
| These Days                                        | Bon Jovi                                       | Mercury Records                        | 19. Juni 1995      | Hard Rock                                |                       |
| Undisclosed Files Addendum                        | Hawkwind                                       | The Emergency Broadcast System         | 27. Februar 1995   | Space Rock                               |                       |
| Zärtlicher Chaot                                  | Udo Jürgens                                    | Ariola                                 | 10. November 1995  | Schlager                                 |                       |

## Geboren

### Januar
- 01. Januar: Jessica Jarrell, US-amerikanische Sängerin und Model
- 01. Januar: Poppy, US-amerikanische Musikerin und Internetpersönlichkeit
- 03. Januar: Victoria Duffield, kanadische Sängerin, Schauspielerin und Tänzerin
- 03. Januar: Kim Seolhyun, südkoreanische Sängerin und Schauspielerin
- 06. Januar: Michaela DePrince, sierra-leonisch-US-amerikanische Balletttänzerin († 2024)
- 22. Januar: Shin Hye-jin, südkoreanische Sängerin und Influencerin
- 31. Januar: Isaak Guderian, deutscher Sänger
- 31. Januar: Nina Sublatti, georgische Sängerin, Komponistin und Model

### Februar
- 01. Februar: Oliver Heldens, niederländischer DJ und Produzent
- 03. Februar: Patricija Ionel, litauisches Model und Tänzerin
- 06. Februar: Justs Sirmais, lettischer Sänger
- 15. Februar: Megan Thee Stallion, US-amerikanische Rapperin
- 25. Februar: Francesca Michielin, italienische Popsängerin
- 28. Februar: Leif Berger, deutscher Jazz-Schlagzeuger

### März
- 03. März: Fiki, bulgarischer Pop-Folk Sänger
- 20. März: Samantha Weinstein, kanadische Schauspielerin und Synchronsprecherin († 2023)
- 27. März: Villano Antillano, puerto-ricanische Rapperin, Sängerin und Texterin

### April

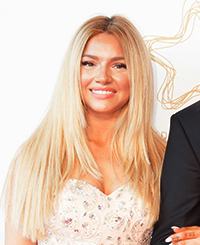
Shirin David; * 11. April

- 11. April: Shirin David, deutsche Rapperin, Sängerin und Webvideoproduzentin
- 19. April: Robinson Khoury, französischer Jazzmusiker (Posaune, Komposition)
- 28. April: Melanie Martinez, US-amerikanische Sängerin

### Mai
- 01. Mai: Jake Cannavale, US-amerikanischer Schauspieler und Musiker
- 02. Mai: Julián Figueroa, mexikanischer Sänger, Komponist und Schauspieler(† 2023)
- 09. Mai: Shaboozey, US-amerikanischer Musiker, Singer-Songwriter, Filmemacher und Musikproduzent
- 09. Mai: Andrea Motis, spanische Jazzmusikerin
- 10. Mai: Aya Nakamura, malisch-französische RnB-Sängerin
- 12. Mai: Luke Benward, US-amerikanischer Schauspieler und Sänger
- 14. Mai: Federico Calcagno, italienischer Jazz- und Improvisationsmusiker (Klarinetten, Komposition)
- 17. Mai: Agnes Born, norwegische Schauspielerin, Jazz-Sängerin und Model

### Juni
- 05. Juni: Troye Sivan, australisch-südafrikanischer Sänger
- 11. Juni: Tems, nigerianische Sängerin, Songwriterin und Plattenproduzentin
- 14. Juni: Ana Carla Maza, kubanische Jazz- und Weltmusikerin (Cello, Gesang, Komposition)
- 15. Juni: Gwendal Marimoutou, französischer Schauspieler und Sänger
- 23. Juni: Daniela Trujillo, kolumbianische Schauspielerin und Sängerin
- 30. Juni: Tyrone Allen, US-amerikanischer Jazzbassist
- 30. Juni: bbno$, kanadischer Rapper

### Juli
- 04. Juli: Post Malone, US-amerikanischer Sänger
- 05. Juli: Baby Lasagna, kroatischer Sänger
- 11. Juli: Fabian Dudek, deutscher Jazzmusiker
- 18. Juli: ARAI, österreichischer Singer-Songwriter, Komponist und Musikproduzent
- 18. Juli: Sydnie Christmas, britische Sängerin und Schauspielerin
- 25. Juli: Kalia Vandever, US-amerikanische Jazzmusikerin
- 26. Juli: Böse Fuchs, deutsche Multiinstrumentalistin, Musikproduzentin, Shouterin und Tongestalterin
- 31. Juli: Lil Uzi Vert, US-amerikanischer Rapper

### August
- 08. August: Edith Stehfest, deutsche Sängerin, Musikerin, Schauspielerin und Autorin
- 11. August: Madeline Juno, deutsche Singer-Songwriterin
- 11. August: Agustina Palma, argentinische Schauspielerin, Sängerin und Tänzerin
- 11. August: Conny Winiwarter, österreichische Fernseh- und Eventmoderatorin, Journalistin, Musikerin und Sprecherin
- 14. August: Joshua, italienischer Sänger
- 14. August: Montaigne, Popmusik singende australische Person

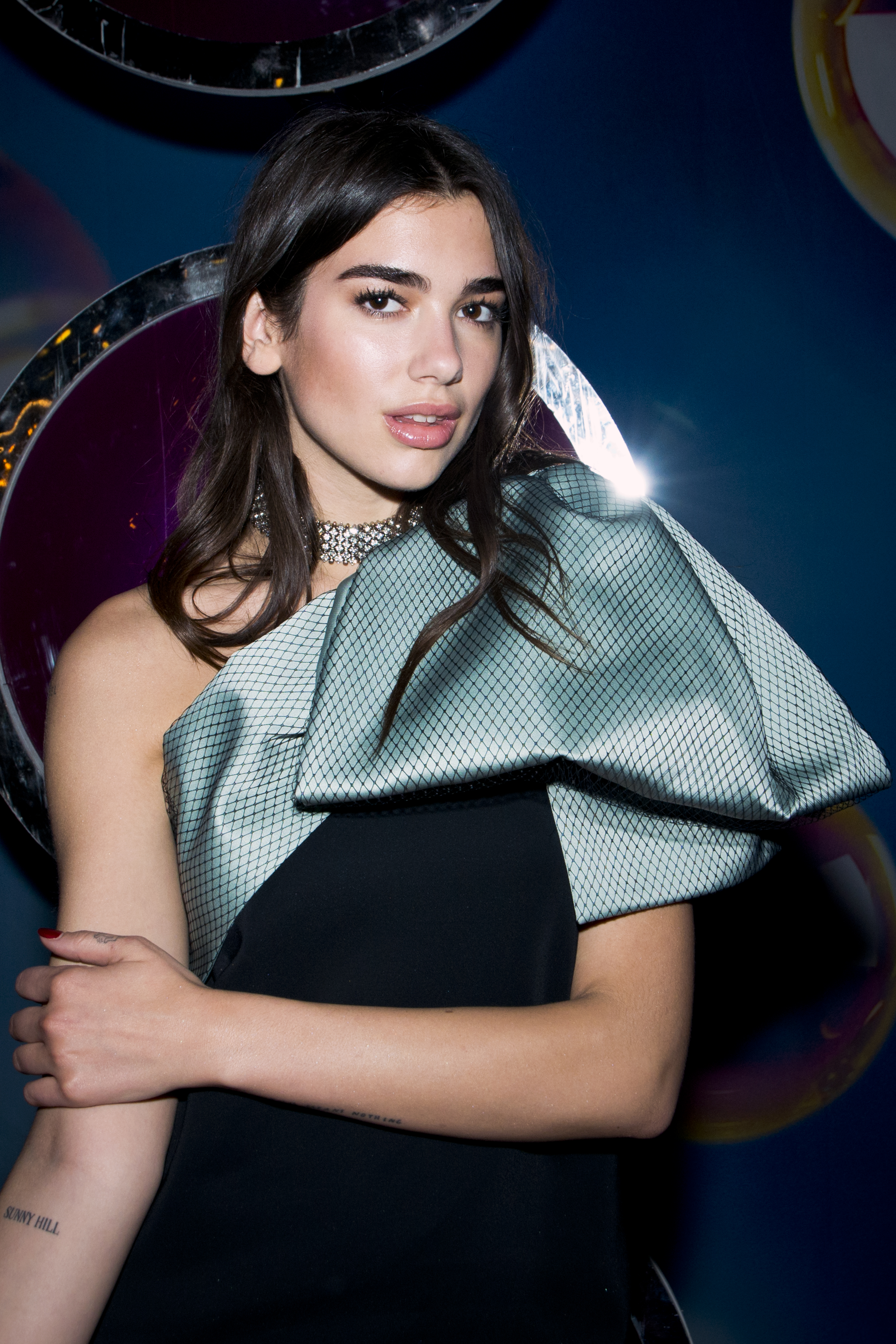
Dua Lipa; * 22. August

- 22. August: Dua Lipa, britische Sängerin
- 22. August: Anna Slováčková, tschechische Sängerin und Schauspielerin († 2025)

### September
- 01. September: Loredana, kosovarische deutschsprachige Rapperin
- 01. September: Mavi Phoenix, österreichischer Musiker
- 11. September: Francesco Yates, kanadischer Sänger
- 13. September: Adonxs, slowakischer Sänger
- 17. September: YooA, südkoreanische Sängerin, Entertainerin und Model
- 27. September: Maybe Baby, russische Sängerin und Rapperin

### Oktober
- 04. Oktober: Mikolas Josef, tschechischer Musiker und Model
- 05. Oktober: Nickless, Schweizer Sänger
- 12. Oktober: Andromache, griechische Sängerin
- 13. Oktober: Jimin, südkoreanischer Sänger
- 15. Oktober: Marco Mondragón, mexikanischer Opernsänger
- 17. Oktober: Queen Naija, US-amerikanische R&B-Sängerin
- 21. Oktober: Doja Cat, US-amerikanische Rapperin und Sängerin
- 21. Oktober: Jerry Heil, ukrainische Singer-Songwriterin, Synchronsprecherin, YouTuberin und Aktivistin

### November
- 06. November: Anja Nissen, dänisch-australische Popsängerin
- 12. November: Davina Michelle, niederländische Sängerin und YouTuberin
- 13. November: Misha Miller, moldauische Pop-Sängerin
- 18. November: Pyti, belarussischer Musiker, Komponist und Produzent
- 21. November: Aaron Altaras, deutscher Schauspieler, Sänger und DJ
- 25. November: Go-Jo, französisch-australischer Sänger und Songwriter
- 29. November: Ekaterina Shelehova, russische Opernsängerin

### Dezember
- 01. Dezember: Eva Boto, slowenische Popsängerin
- 02. Dezember: Inori Minase, japanische Synchronsprecherin und J-Pop-Sängerin
- 06. Dezember: Joy Gruttmann, deutsche Sängerin
- 19. Dezember: Rhener Freitas, brasilianischer Schauspieler und Sänger
- 25. Dezember: Konstantin Reinfeld, Mundharmonikaspieler und Musikproduzent
- 27. Dezember: Martijn Dendievel, belgischer Dirigent
- 29. Dezember: Ross Lynch, US-amerikanischer Sänger, Schauspieler und Tänzer
- 30. Dezember: V, südkoreanischer Sänger

### Genaues Geburtsdatum unbekannt
- AVEC, österreichische Songwriterin und Musikerin
- Simon Below, deutscher Jazzmusiker
- Alba Careta, spanische Jazzmusikerin (Trompete, Gesang, Komposition)
- Felicia Chin-Malenski, deutsche Schauspielerin und Musikerin
- Filip Dinev, nordmazedonischer Jazzmusiker (Gitarre, Komposition)
- Kamila Drabek, polnische Jazzmusikerin (Kontrabass, Komposition)
- Heo Eun-soo, südkoreanische Komponistin und Musiktheoretikerin
- Fahree, aserbaidschanischer Sänger
- Štěpán Flagar, tschechischer Jazzmusiker (Saxophon, Komposition)
- Chiara Fuhrmann, deutsche Musicaldarstellerin
- Clemens Gottwald, deutscher Jazzmusiker (Posaune, Komposition)
- Liv Andrea Hauge, norwegische Jazzmusikerin (Piano, Komposition)
- Felix Henkelhausen, deutscher Jazzmusiker
- Fuensanta Méndez, mexikanische Jazz- und Improvisationsmusikerin (Kontrabass, Gesang, Komposition)
- René Miller, deutscher Sänger, Multiinstrumentalist und Songwriter
- Olivia Papoli-Barawati, deutsche Schauspielerin und Musicaldarstellerin
- Mateo Peñaloza Cecconi, deutscher Sänger klassischer Musik, Chorleiter und Dirigent
- Matteo Paolillo, italienischer Schauspieler und Popsänger
- Florian Paul, deutscher Musiker, Texter, Komponist und Sänger
- Evita Polidoro, italienische Jazzmusikerin (Schlagzeug, Komposition)
- Rahel, österreichische Musikerin
- Randi Oline, norwegische Sängerin
- Timothy Ridout, britischer Violinist und Bratschist
- Joel Ross, US-amerikanischer Jazzmusiker
- Axelle Saint-Cirel, französische Jazzsängerin und lyrische Mezzosopranistin
- Sissal, färöische Sängerin
- Caro Trischler, deutsche Jazz- und Soulmusikerin
- Maxine Troglauer, deutsche Musikerin (Bassposaune)
- Michèl von Wussow, deutscher Musiker und Sänger
- Yung FSK18, deutsche Rapperin
- Tizia Zimmermann, Schweizer klassische und Improvisationsmusikerin (Akkordeon)

### Geboren um 1995
- Laura Anglade, französisch-amerikanische Jazzmusikerin (Gesang)
- Jocelyn Gould, kanadische Jazzmusikerin (Gitarre, Komposition)
- Alden Hellmuth, US-amerikanische Jazzmusikerin (Saxophon, Komposition)
- Emma Johnson, britische Jazzmusikerin (Saxophon)
- Isabel Rößler, deutsche Musikerin (Bass)
- Sélène Saint-Aimé, französische Jazzmusikerin (Kontrabass, Gesang, Komposition)

## Gestorben

### Januar
- 01. Januar: Ted Hawkins, US-amerikanischer Singer-Songwriter und Blues-Musiker (* 1936)
- 01. Januar: Lonnie Simmons, US-amerikanischer Jazzmusiker (Tenorsaxophon, Klarinette, Piano, Orgel) (* 1914)
- 01. Januar: Jess Stacy, US-amerikanischer Jazzpianist (* 1904)
- 01. Januar: H. E. Erwin Walther, deutscher Komponist (* 1920)
- 02. Januar: Ephraim Amu, ghanaischer Komponist, Folklorist, Musikwissenschaftler und Pädagoge (* 1899)
- 03. Januar: Tadeáš Salva, slowakischer Komponist (* 1937)
- 04. Januar: Eduardo Mata, mexikanischer Dirigent und Komponist (* 1942)
- 04. Januar: Heschmat Sandschari, iranischer Komponist und Dirigent (* 1918)
- 06. Januar: Nise Obino, brasilianische Pianistin und Klavierpädagogin (* 1918)
- 08. Januar: Loulou Gasté, französischer Jazzgitarrist und Komponist (* 1908)
- 10. Januar: Fred Böhler, Schweizer Pianist und Bandleader (* 1912)
- 11. Januar: Josef Gingold, US-amerikanischer Geiger und Musikpädagoge (* 1909)
- 11. Januar: Heiner Pudelko, deutscher Rhythm-’n’-Blues- und Rocksänger (* 1948)
- 16. Januar: Bill Dillard, US-amerikanischer Jazztrompeter (* 1911)
- 19. Januar: Hubert Fol, französischer Jazz-Altsaxophonist (* 1925)
- 19. Januar: Gene MacLellan, kanadischer Singer-Songwriter (* 1938)
- 24. Januar: Chris Baldo, luxemburgischer Schlagersänger (* 1943)
- 24. Januar: David Cole, US-amerikanischer Musikproduzent, Keyboarder und DJ (* 1962)
- 26. Januar: Franz Allers, US-amerikanischer Dirigent (* 1905)
- 26. Januar: Geoffrey Parsons, australischer Pianist und Liedbegleiter (* 1929)
- 27. Januar: Anna Moncrieff, kanadische Pianistin und Musikpädagogin (* 1902)
- 28. Januar: Ferruccio Tagliavini, italienischer Opernsänger (Tenor) (* 1903)
- 29. Januar: Kuldar Sink, estnischer Komponist, Flötist und Cembalist (* 1942)
- 30. Januar: Irma Handler, deutsche Koloratursopranistin und Gesangspädagogin (* 1907)
- 30. Januar: George James, US-amerikanischer Jazzmusiker (Alt-, Sopran- und Baritonsaxophon, Klarinette, Flöte) (* 1906)
- 31. Januar: Jesús Guerra Zayas, kubanischer Musiker, Komponist und Orchesterleiter (* 1920)

### Februar
- 03. Februar: Andrei Wladimirowitsch Nikolski, russischer Pianist (* 1959)
- 05. Februar: Bhanuband Yugala, thailändischer Regisseur, Filmproduzent, Drehbuchautor, Komponist und Schriftsteller (* 1910)
- 06. Februar: Art Taylor, US-amerikanischer Jazzschlagzeuger (* 1929)
- 07. Februar: Ulysse Delécluse, französischer Klarinettist und Musikpädagoge (* 1907)
- 07. Februar: Josephte Dufresne, kanadische Pianistin und Musikpädagogin (* 1929)
- 10. Februar: Anna Barbara Speckner, deutsche Cembalistin und Pianistin (* 1902)
- 11. Februar: Ina Gerhein, deutsche Opernsängerin (Mezzosopran, Alt) (* 1908)
- 12. Februar: Emmy Prell, schweizerisch-deutsche Sopranistin (* 1917)
- 13. Februar: Sylvester Ahola, US-amerikanischer Jazztrompeter und Kornettist (* 1902)
- 13. Februar: Edward Bury, polnischer Komponist, Dirigent, Pianist und Musikpädagoge (* 1919)
- 13. Februar: Wilton Gaynair, jamaikanischer Jazzmusiker (* 1927)
- 13. Februar: Karl Norbert Schmid, deutscher Organist, Komponist, Chorleiter und Musikpädagoge (* 1926)
- 15. Februar: Rachid Baba Ali Ahmed, algerischer Musiker und Musikproduzent (* 1946)
- 15. Februar: Wilhelm Heinrichs, deutscher Komponist (* 1914)
- 18. Februar: Johnny Carroll, US-amerikanischer Rockabilly-Musiker (* 1937)
- 18. Februar: Denny Cordell, britischer Musikproduzent und Pferdezüchter (* 1943)
- 18. Februar: Yank Lawson, US-amerikanischer Jazztrompeter (* 1911)
- 23. Februar: Melvin Franklin, US-amerikanischer Bass-Sänger (* 1942)
- 26. Februar: Willie Johnson, US-amerikanischer Blues-Musiker (* 1923)
- 27. Februar: Ann Ayars, US-amerikanische Schauspielerin und Opernsängerin (Sopran) (* 1918)
- 28. Februar: Bill Richards, kanadischer Geiger und Komponist (* 1923)
- 28. Februar: Max Rudolf, deutsch-US-amerikanischer Dirigent, Musikpädagoge und -wissenschaftler (* 1902)
- 00. Februar: Elsa Oehmigen, deutsche Straßenmusikerin (* 1908)

### März
- 03. März: Urs Blöchlinger, Schweizer Jazzmusiker (Altsaxophon, Sopranino, Basssaxophon, Flöte) und Komponist (* 1954)
- 03. März: Benno Strandt, deutscher Dichter und Liedtexter, Hamburger Lied (* 1907)
- 04. März: Eden Ahbez, US-amerikanischer Komponist (* 1908)
- 05. März: Vivian Stanshall, englischer Rockmusiker (* 1943)
- 06. März: Fred Braceful, US-amerikanischer Jazzmusiker (Schlagzeug, Komposition) (* 1938)
- 06. März: Yakov Soroker, sowjetisch-israelischer Geiger und Musikwissenschaftler (* 1920)
- 06. März: Delroy Wilson, jamaikanischer Sänger und Komponist (* 1948)
- 07. März: Kazimierz Wiłkomirski, polnischer Komponist, Dirigent, Cellist und Musikpädagoge (* 1900)
- 08. März: Karl Maria Kubizek, österreichischer Musiker, Komponist und Musikpädagoge (* 1925)
- 08. März: Ingo Schwichtenberg, deutscher Metal-Schlagzeuger (* 1965)
- 10. März: Herbert Fromm, deutsch-US-amerikanischer Organist, Dirigent und Komponist (* 1905)
- 10. März: Wilhelm Heckmann, deutscher Konzert- und Unterhaltungsmusiker (* 1897)
- 10. März: Michal Tučný, tschechischer Country-Sänger (* 1947)
- 11. März: Karl Österreicher, österreichischer Dirigent und Musikpädagoge (* 1923)
- 13. März: Juliette Pétrie, kanadische Schauspielerin, Komikerin, Sängerin und Tänzerin (* 1900)
- 14. März: Gerard Victory, irischer Komponist (* 1921)
- 16. März: Perry Friedman, kanadischer Musiker (Banjo) (* 1935)
- 16. März: Hans-Peter Schmitz, deutscher Flötist und Hochschullehrer (* 1916)
- 16. März: Heinrich Sutermeister, Schweizer Komponist (* 1910)
- 17. März: Sunnyland Slim, US-amerikanischer Blues-Pianist und Sänger (* 1907)
- 18. März: Jacques Labrecque, kanadischer Folksänger und Musikproduzent (* 1917)
- 18. März: Frederic Ramsey, US-amerikanischer Jazz- und Bluesautor, Fotograf und Plattenproduzent (* 1915)
- 19. März: Wolfgang Plath, Musikwissenschaftler (* 1930)
- 22. März: Kurt Drabek, deutscher Akkordeonspieler, Komponist und Kapellmeister (* 1912)
- 23. März: Alan Barton, britischer Sänger (* 1953)
- 23. März: Hal Mooney, US-amerikanischer Komponist, Orchesterleiter und Arrangeur (* 1911)
- 23. März: Françoise Renet, französische Organistin (* 1924)
- 26. März: Anthony Campbell Allen, britisch-schweizerischer Komponist und Pädagoge (* 1925)
- 26. März: Eazy-E, US-amerikanischer Rapper (* 1964)
- 28. März: Albert Pratz, kanadischer Geiger, Dirigent, Komponist und Musikpädagoge (* 1914)
- 29. März: Jimmy McShane, britischer Italo-Disco-Musiker (* 1957)
- 29. März: Luca Flores, italienischer Jazzmusiker (Piano, Komposition) (* 1956)
- 29. März: Carl Jefferson, US-amerikanischer Jazzproduzent (* 1919)
- 29. März: Fernando Tell, argentinischer Bandoneonist und Tangokomponist (* 1921)
- 30. März: Rozelle Claxton, US-amerikanischer Jazzpianist und Arrangeur (* 1913)
- 30. März: Paul A. Rothchild, US-amerikanischer Musikproduzent (* 1935)
- 31. März: Max Brüel, dänischer Jazzmusiker (Piano, Alt-, Tenor- und Baritonsaxophon), Architekt und Maler (* 1927)
- 31. März: Selena Quintanilla-Pérez, mexikanisch-US-amerikanische Tejano-Sängerin. (* 1971)

### April
- 01. April: Joop Schrier, niederländischer Jazzmusiker (Piano, Cembalo) und Musikkritiker (* 1918)
- 02. April: Julius Hemphill, US-amerikanischer Jazzmusiker (* 1938)
- 02. April: Heinz Kratochwil, österreichischer Komponist (* 1933)
- 05. April: Wilhelm Wiedenhoff, deutscher Kirchenmusiker und Landeskirchenmusikdirektor (* 1926)
- 08. April: Andrej Očenáš, slowakischer Komponist (* 1911)
- 09. April: Hugo Fricke, deutscher Violinist, Bratschist und Komponist (* 1906)
- 10. April: Annie Fischer, ungarische Pianistin (* 1914)
- 10. April: Anja Ignatius, finnische Geigerin und Musikpädagogin (* 1911)
- 12. April: Chris Pyne, britischer Jazzposaunist (* 1939)
- 14. April: Burl Ives, US-amerikanischer Folk-Sänger, Autor und Schauspieler (* 1909)
- 15. April: Cleo Patra Brown, US-amerikanische Jazzpianistin und Sängerin (* 1909)
- 22. April: Klaus Bruder, deutscher Akkordeonist, Jazzmusiker und Komponist (* 1958)
- 22. April: Al Dennie, US-amerikanischer Jazzsaxophonist, Bandleader und Musikpädagoge (* 1903)
- 22. April: Don Pullen, US-amerikanischer Jazzpianist (* 1941)
- 23. April: Lonesome Sundown, US-amerikanischer Bluesmusiker (* 1928)
- 27. April: George Stam, niederländischer Organist, Komponist und Musikpädagoge (* 1905)
- 29. April: Ursula Fröhlich, deutsche Schauspielerin, Sängerin und Intendantin (* 1915)
- 30. April: Jiří Šust, tschechischer Filmkomponist (* 1919)

### Mai
- 03. Mai: Adele Marcus, kanadische Pianistin und Musikpädagogin (* 1906)
- 04. Mai: Danilo Terenzi, italienischer Jazzposaunist und Komponist (* 1956)
- 07. Mai: Greta Hofer, deutsche Opern- und Liedsängerin sowie Gesangspädagogin (* 1900)
- 07. Mai: Ray McKinley, US-amerikanischer Jazz-Schlagzeuger, Sänger und Bandleader (* 1910)
- 08. Mai: Teresa Teng, taiwanische Popsängerin (* 1953)
- 09. Mai: Marshall Royal, US-amerikanischer Jazzaltsaxophonist und Klarinettist (* 1912)
- 10. Mai: Carl Drewo, österreichischer Jazzsaxophonist (Tenor, Alt) (* 1929)
- 10. Mai: Jimmy Raney, US-amerikanischer Jazzgitarrist (* 1927)
- 11. Mai: Agustín Carlevaro, uruguayischer Gitarrist, Arrangeur und Architekt (* 1913)
- 11. Mai: Tibor Sárai, ungarischer Komponist (* 1919)
- 12. Mai: Mia Martini, italienische Sängerin (* 1947)
- 12. Mai: Marcel Rubin, österreichischer Komponist, Dirigent, Musikkritiker und Musikfunktionär (* 1905)
- 15. Mai: Andrés Falgás, argentinischer Tangosänger und -komponist (* 1916)
- 15. Mai: Christopher Hodder-Williams, britischer Science-Fiction-Autor, Musiker und Komponist (* 1926)
- 16. Mai: Lola Flores, spanische Sängerin, Flamencotänzerin und Schauspielerin (* 1923)
- 16. Mai: Gertrude Grob-Prandl, österreichische Opernsängerin (Sopran) (* 1917)
- 16. Mai: Günter Riegner, deutscher Orgelbauer (* 1951)
- 18. Mai: Francis Judd Cooke, US-amerikanischer Komponist, Organist, Pianist, Cellist, Dirigent und Musikpädagoge (* 1910)
- 18. Mai: André-François Marescotti, Schweizer Komponist, Organist, Chorleiter und Musikpädagoge (* 1902)
- 20. Mai: Ulysses Kay, US-amerikanischer Komponist (* 1917)
- 21. Mai: Walter Richard Langer, österreichischer Jazzexperte und Hörfunkmoderator (* 1936)
- 24. Mai: Mick Pyne, britischer Jazzmusiker (Piano, Trompete, Saxophon, Arrangement) (* 1940)
- 25. Mai: Dick Curless, US-amerikanischer Country-Musik-Sänger (* 1932)
- 26. Mai: Ștefan Bănică, rumänischer Schauspieler und Sänger (* 1933)
- 26. Mai: Ron Weatherburn, britischer Ragtime- und Jazzpianist (* 1934)
- 28. Mai: Tahsin Taha, kurdischer Sänger (* 1941)
- 29. Mai: Mircea Basarab, rumänischer Dirigent, Komponist und Hochschullehrer (* 1921)
- 31. Mai: Montserrat Campmany i Cortés, katalanische Pianistin, Sängerin, Pädagogin und Komponistin (* 1901)
- 31. Mai: Pavel Šivic, jugoslawischer bzw. slowenischer Komponist (* 1908)

### Juni
- 02. Juni: Elvin Shepherd, US-amerikanischer Jazzmusiker (Trompeter, Tenorsaxophon) und Musikpädagoge (* 1923)
- 04. Juni: Hans Laessig, deutscher Widerstandskämpfer, Bibliothekar, Musiker und Lyriker (* 1913)
- 05. Juni: Johana Harris, kanadische Pianistin, Komponistin und Musikpädagogin (* 1912)
- 06. Juni: Bobby Smith, US-amerikanischer Jazz- und Rhythm-&-Blues-Musiker (Altsaxophon, Arrangement, Komposition) (* 1907)
- 09. Juni: Frank Chacksfield, britischer Pianist, Organist, Komponist und Dirigent (* 1914)
- 10. Juni: Bruno Lawrence, englischer Musiker und Schauspieler (* 1941)
- 12. Juni: Julius Bürger, österreichisch-US-amerikanischer Komponist, Pianist und Dirigent (* 1897)
- 12. Juni: Maitland Farmer, englisch-kanadischer Organist, Cembalist, Kirchenmusiker und Musikpädagoge (* 1904)
- 12. Juni: Arturo Benedetti Michelangeli, italienischer Pianist (* 1920)
- 14. Juni: Els Aarne, estnische Komponistin, Pianistin und Musikpädagogin (* 1917)
- 14. Juni: Rory Gallagher, irischer Gitarrist und Singer-Songwriter (* 1948)
- 14. Juni: Paul Steg, US-amerikanischer Komponist (* 1919)
- 18. Juni: William Pearson, US-amerikanischer Sänger (Bariton) (* 1934)
- 19. Juni: Murray Dickie, schottischer Opernsänger (Tenor) und Regisseur (* 1924)
- 19. Juni: Etienne Verschueren, belgischer Jazzmusiker (Piano, Saxophon, Akkordeon, Orgel), Komponist und Bigband-Leader (* 1928)
- 19. Juni: Maria Wiłkomirska, polnische Pianistin, Kammermusikerin und Musikpädagogin (* 1904)
- 22. Juni: Uzzi Förster, österreichischer Jazzmusiker (* 1930)
- 23. Juni: Michel Aatz, französischer Komponist (* 1936)
- 24. Juni: Don Adams, britischer Jazz-, Blues- und Soulsänger (* 1943)
- 24. Juni: Ivon Curi, brasilianischer Sänger, Komponist und Schauspieler (* 1928)
- 26. Juni: Ellen Bosenius, Kölner Sängerin und Hochschulprofessorin für Gesang (* 1915)
- 30. Juni: Phyllis Hyman, US-amerikanische R&B- und Jazz-Sängerin (* 1949)

### Juli
- 01. Juli: Nikolai Iwanowitsch Peiko, russischer Komponist (* 1916)
- 01. Juli: Wolfman Jack, US-amerikanischer DJ (* 1938)
- 02. Juli: Zdeněk Košler, tschechischer Dirigent (* 1928)
- 02. Juli: Paul von Schilhawsky, österreichischer Musikwissenschaftler, Pianist, Dirigent sowie Hochschullehrer (* 1918)
- 04. Juli: Roelof Stalknecht, niederländischer Jazzmusiker (Piano) (* 1926)
- 07. Juli: Billy Bishop, US-amerikanischer Pianist und Bigband-Leader (* 1906)
- 08. Juli: Günter Bialas, deutscher Komponist und Hochschullehrer (* 1907)
- 09. Juli: Glen Buschmann, deutscher Jazzmusiker, Komponist und Musikpädagoge (* 1928)
- 10. Juli: Văn Cao, vietnamesischer Komponist (* 1923)
- 10. Juli: Herman de Wit, niederländischer Jazzmusiker (Tenorsaxophon) (* 1932)
- 12. Juli: Hermann Juch, österreichischer Jurist, Sänger und Operndirektor (* 1908)
- 12. Juli: Alan D. Marks, US-amerikanischer Konzertpianist und Komponist (* 1949)
- 13. Juli: Aimé Barelli, französischer Jazztrompeter, Sänger und Bandleader (* 1917)
- 14. Juli: Earl Coleman, US-amerikanischer Jazz-Sänger (* 1925)
- 17. Juli: Rainer Kunad, deutscher Komponist (* 1936)
- 20. Juli: Alexander Iwanowitsch Pirumow, russischer Komponist und Musikpädagoge (* 1930)
- 20. Juli: Natalja Dmitrijewna Spiller, sowjetisch-russische Sopran-Opernsängerin und Hochschullehrerin (* 1909)
- 21. Juli: Chombo Silva, kubanischer Geiger und Saxophonist (* 1913)
- 22. Juli: Dave Clark, US-amerikanischer Musikpromoter (* 1909)
- 22. Juli: Percy Humphrey, US-amerikanischer Jazz-Bandleader und Trompeter (* 1905)
- 22. Juli: Floyd McDaniel, US-amerikanischer R&B-Musiker (* 1915)
- 22. Juli: Juan Vasallo, argentinischer Tango-Kontrabassist (* 1927)
- 24. Juli: Walter Brandin, deutscher Liedtexter, Drehbuchautor und Übersetzer (* 1920)
- 24. Juli: Jerry Lordan,  englischer Komponist, Sänger und Musiker (* 1934)
- 25. Juli: Osvaldo Pugliese, argentinischer Musiker (* 1905)
- 25. Juli: Charlie Rich, US-amerikanischer Country-Sänger (* 1932)
- 26. Juli: Laurindo Almeida, brasilianischer Jazz-Gitarrist, Klassischer Gitarrist und Komponist (* 1917)
- 27. Juli: Miklós Rózsa, ungarisch-US-amerikanischer Filmkomponist (* 1907)
- 28. Juli: Eddie Hinton, US-amerikanischer Songwriter und Sessionmusiker (* 1944)
- 28. Juli: Freddy Rottier, belgischer Jazzmusiker (Schlagzeug) (* 1925)
- 29. Juli: Les Elgart, US-amerikanischer Jazztrompeter und Bandleader (* 1917)
- 29. Juli: Canray Fontenot, US-amerikanischer Cajun-Musiker (* 1922)
- 29. Juli: Kurt Gudewill, deutscher Musikwissenschaftler und Hochschullehrer (* 1911)

### August
- 03. August: Kansas Fields, US-amerikanischer Jazz-Schlagzeuger (* 1915)
- 04. August: Lee Newman, britische Musikproduzentin (* unbekannt)
- 05. August: Fletcher Allen, US-amerikanischer Jazzmusiker (Saxophone, Klarinette) Komponist und Arrangeur (* 1905)
- 05. August: Menachem Avidom, israelischer Komponist (* 1908)
- 06. August: André Fleury, französischer Komponist, Pianist, Organist und Musikpädagoge (* 1903)
- 09. August: Jerry García, Musiker und Bandleader (Grateful Dead) (* 1942)
- 10. August: Aldo Protti, italienischer Bariton (* 1920)
- 11. August: Karel Berman, tschechischer Opernsänger (Bass) und Komponist (* 1919)
- 11. August: Phil Harris, US-amerikanischer Musiker, Bandleader, Entertainer und Schauspieler (* 1904)
- 11. August: Herbert Sumsion, englischer Musiker (* 1899)
- 12. August: Jean Chapel, US-amerikanische Country- und Rockabilly-Sängerin (* 1925)
- 12. August: Marty Paich, US-amerikanischer Jazzpianist, Komponist, Arrangeur und Produzent (* 1925)
- 13. August: Jan Křesadlo, tschechischer Dichter, Komponist und Science-Fiction-Autor (* 1926)
- 13. August: Petronia Steiner, deutsche Dominikanerin, Pädagogin und Kirchenlieddichterin (* 1908)
- 17. August: Wild Bill Davis, US-amerikanischer Jazzorganist, Pianist und Arrangeur (* 1918)
- 18. August: Gunnar Svensson, schwedischer Jazzmusiker (Piano, Gesang), Komiker und Filmkomponist (* 1920)
- 19. August: John Gilmore, US-amerikanischer Jazz-Saxophonist und -Klarinettist (* 1931)
- 19. August: Pierre Schaeffer, französischer Komponist und Schriftsteller (* 1910)
- 21. August: Anatoli Fistulari, klassischer Dirigent (* 1907)
- 21. August: Tatjana Walerjewna Sneschina, russische Dichterin und Singer-Songwriterin (* 1972)
- 24. August: Georgette Hagedoorn, niederländische Sängerin, Schauspielerin, Regisseurin und Rezitatorin (* 1910)
- 25. August: Doug Stegmeyer, US-amerikanischer Rockmusiker (* 1951)
- 26. August: Hans Schmitt, deutscher Pianist (* 1924)
- 29. August: Pierre-Max Dubois, französischer Komponist (* 1930)
- 30. August: Sterling Morrison, US-amerikanischer Musiker und Gitarrist (* 1942)

### September
- 02. September: Václav Neumann, tschechischer Dirigent, Violinist und Bratschist (* 1920)
- 03. September: Matts Arnberg, schwedischer Radioproduzent, Ethnologe und Musikwissenschaftler (* 1918)
- 04. September: Chuck Greenberg, US-amerikanischer Fusion-Musiker (Saxophon, Flöte, Keyboard) (* 1950)
- 05. September: Benyamin Sueb, indonesischer Schauspieler, Filmregisseur und Sänger (* 1939)
- 08. September: Erich Kunz, österreichischer Opernsänger (Bariton) (* 1909)
- 11. September: Reinhard von der Marwitz, deutscher Liedtextdichter, Gastronom, Unternehmer, Herausgeber, Journalist, Maler, Regisseur, Schauspieler, Kurator und LGBTIQ-Aktivist (* 1946)
- 12. September: Johnny Bothwell, US-amerikanischer Jazz-Altsaxophonist und Bandleader (* 1919)
- 12. September: Larry Gales, US-amerikanischer Jazzmusiker (Kontrabass, Cello) (* 1936)
- 14. September: Ewald Lütge, deutscher Journalist, Radiomoderator, Musikmanager und Texter (* 1945)
- 17. September: Wim ter Burg, niederländischer Komponist, Kirchenmusiker, Chordirigent und Musikpädagoge (* 1914)
- 19. September: Hilda Horak, slowenische Pianistin, Musikpädagogin und Komponistin (* 1914)
- 20. September: Hans Gierster, deutscher Dirigent (* 1925)
- 20. September: José Sabre Marroquín, mexikanischer Komponist und Dirigent (* 1909)
- 22. September: Dolly Collins, englische Folkmusikerin (* 1933)
- 22. September: Konrad Siebach, deutscher Kontrabassist und Kontrabass-Lehrer (* 1912)
- 24. September: Elizabeth A. H. Green, US-amerikanische Musikpädagogin, Dirigentin und Komponistin (* 1906)
- 24. September: Lauri Saikkola, finnischer Violinist und Komponist (* 1906)
- 25. September: Gustav Brom, tschechischer Jazz-Bigband-Leader und Klarinettist (* 1921)
- 26. September: Lenny Hambro, US-amerikanischer Jazzaltsaxophonist (* 1923)
- 27. September: Alexander Argow, israelischer Komponist (* 1914)

### Oktober
- 01. Oktober: Helmut Degen, deutscher Komponist, Organist und Dirigent (* 1911)
- 04. Oktober: Else Brems, dänische Sängerin und Musikpädagogin (* 1908)
- 05. Oktober: Leonid Wiktorowitsch Afanassjew, sowjetischer Komponist und Pilot (* 1921)
- 05. Oktober: Lillian Fuchs, US-amerikanische Bratschistin, Musikpädagogin und Komponistin (* 1902)
- 05. Oktober: Dick Jurgens, US-amerikanischer Jazz-Bandleader (* 1910)
- 09. Oktober: Theophil Stengel, deutscher Chorleiter, Komponist und Musikwissenschaftler (* 1905)
- 11. Oktober: Isolde Ahlgrimm, österreichische Cembalistin (* 1914)
- 12. Oktober: Pierre Doukan, französischer Geiger, Komponist und Musikpädagoge (* 1927)
- 13. Oktober: Gerhard Schwarz, deutscher Kirchenmusiker und Organist (* 1902)
- 18. Oktober: Bryan Johnson, britischer Sänger und Theaterschauspieler (* 1926)
- 19. Oktober: Don Cherry, US-amerikanischer Free-Jazz-Musiker (* 1936)
- 19. Oktober: George Little, kanadischer Musikpädagoge, Chordirigent und Organist (* 1920)
- 19. Oktober: Charilaos Perpessas, griechischer Komponist (* 1907)
- 21. Oktober: Maxene Angelyn Andrews, US-amerikanische Sängerin (* 1916)
- 21. Oktober: Dante Fiorillo, US-amerikanischer Komponist (* 1905)
- 21. Oktober: Hans Helfritz, deutscher Komponist, Musikwissenschaftler, Schriftsteller und Fotograf (* 1902)
- 21. Oktober: Shannon Hoon, US-amerikanischer Rockmusiker (* 1967)
- 23. Oktober: Fritz Höft, deutscher Chorpädagoge und Chordirigent (* 1925)
- 25. Oktober: Jan Hoffman, polnischer Pianist und Musikpädagoge (* 1906)
- 26. Oktober: Amélie Hoellering, deutsche Rhythmikerin und Musikpädagogin (* 1920)
- 26. Oktober: Gorni Kramer, italienischer Orchesterleiter, Komponist, Akkordeon- und Kontrabassspieler, Schallplattenproduzent, Arrangeur und Fernsehautor (* 1913)
- 26. Oktober: John Sangster, australischer Jazzmusiker (Komponist, Arrangeur, Vibraphonist und Schlagzeuger) (* 1928)
- 27. Oktober: Ingeborg Burmester, deutsche Sopranistin und Opernsängerin (* 1904)
- 27. Oktober: Martha Musial, deutsche Sopranistin (* 1908)
- 30. Oktober: Hyman Bress, kanadischer Geiger und Komponist (* 1931)
- 30. Oktober: Brian Easdale, britischer Komponist und Dirigent (* 1909)
- 30. Oktober: Frank Souffront, puerto-ricanischer Sänger (* unbekannt)
- 31. Oktober: Alan Bush, englischer Komponist, Pianist und Dirigent (* 1900)
- 31. Oktober: Jan Jargoń, polnischer Komponist, Organist, Orgelbauer und Professor (* 1929)
- 31. Oktober: Lloyd Lambert, US-amerikanischer Rhythm-and-Blues- und Jazz-Bassist sowie Bandleader (* 1928)

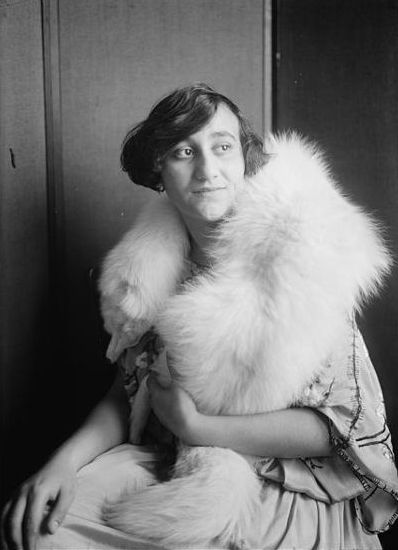
Erika Morini; † 31. Oktober

- 31. Oktober: Erika Morini, österreichisch-US-amerikanische Violinistin (* 1905)

### November
- 03. November: Bojan Adamič, jugoslawischer Komponist, Bandleader und Dirigent (* 1912)
- 03. November: Isang Yun, koreanisch-deutscher Komponist und Hochschullehrer (* 1917)
- 08. November: Anna Martina Gottschick, deutsche Journalistin, Lektorin und Kirchenlieddichterin (* 1914)
- 09. November: Alessandro Cicognini, italienischer Filmkomponist (* 1906)
- 13. November: Ralph Blane, US-amerikanischer Theater- und Filmkomponist sowie Musiker (* 1914)
- 14. November: János Tamás, ungarisch-schweizerischer Komponist, Dirigent und Pädagoge (* 1936)
- 17. November: Alan Hull, britischer Singer-Songwriter (* 1945)
- 17. November: Salvatore Martirano, US-amerikanischer Komponist (* 1927)
- 17. November: Jean-Pierre Rivière, französischer Komponist (* 1929)
- 17. November: Pete Welding, US-amerikanischer Musikhistoriker und -produzent (* 1935)
- 19. November: Don Goldie, US-amerikanischer Jazz und Unterhaltungsmusiker (Trompete, Flügelhorn, Gesang) (* 1930)
- 19. November: Kurt Tenner, österreichischer Dirigent und Komponist (* 1907)
- 21. November: Peter Grant, britischer Rock’n’Roll-Manager und Musikproduzent (* 1935)
- 21. November: Leila Mourad, ägyptische Filmschauspielerin und Sängerin (* 1918)
- 21. November: Carlos Reyes, argentinischer Tangosänger (* 1934)
- 23. November: Jr. Walker, US-amerikanischer Tenorsaxophonist (* 1931)
- 25. November: Wildchild, britischer Musikproduzent (* 1971)
- 28. November: Nora Lee King, US-amerikanische Blues- und Jazzsängerin (* 1909)
- 30. November: Niklaus Aeschbacher, Schweizer Dirigent, Pianist, Musikpädagoge und Komponist (* 1917)
- 30. November: Wim Overgaauw, niederländischer Jazzgitarrist (* 1929)
- 30. November: Stretch, US-amerikanischer Rapper und Musikproduzent (* 1968)
- 00. November: Rolf Goldstein, deutsch-US-amerikanischer Jazz- und Unterhaltungsmusiker (Trompete und Piano) (* 1912)

### Dezember
- 01. Dezember: Anton Würz, deutscher Komponist und Musikwissenschaftler (* 1903)
- 05. Dezember: Reiner Bredemeyer, deutscher Komponist (* 1929)
- 10. Dezember: Alfred Böckmann, deutscher Komponist und Hochschullehrer (* 1905)
- 15. Dezember: Johnny Lytle, US-amerikanischer Vibraphonist und Schlagzeuger (* 1932)
- 16. Dezember: Hans Joachim Heinrichs, deutscher Textdichter, Komponist, Gastspieldirektor und Conferencier (* 1917)
- 17. Dezember: Mina Pâslaru, rumänische Volkssängerin und Schauspielerin (* 1952)
- 20. Dezember: Mary Dean, US-amerikanische Sängerin, Liedtexterin und Filmschauspielerin (* 1922)
- 20. Dezember: Adolf Detel, deutscher Musikpädagoge und Chorleiter (* 1903)
- 20. Dezember: Eggy Ley, britischer Jazzmusiker (Sopran- und Altsaxophon, Gesang) und Radioproduzent (* 1928)
- 20. Dezember: Karl-Heinz Schlüter, deutscher Pianist (* 1920)
- 22. Dezember: Lawrence Berk, US-amerikanischer Musikpädagoge und Komponist (* 1908)
- 22. Dezember: Rafael Villanueva, dominikanischer Dirigent (* 1947)
- 23. Dezember: Effi Effinghausen, deutscher Chansonnier, Tangotänzer und Gastronom (* 1950)
- 24. Dezember: Margaret Harrison, britische Violinistin (* 1899)
- 25. Dezember: Marijan Lipovšek, slowenischer Komponist (* 1910)
- 25. Dezember: Dean Martin, US-amerikanischer Sänger, Schauspieler und Entertainer (* 1917)
- 25. Dezember: Nicolas Slonimsky, US-amerikanischer Komponist, Dirigent, Musikwissenschaftler und Musikkritiker (* 1894)
- 26. Dezember: Ángel Sauce, venezolanischer Geiger, Dirigent, Chorleiter und Komponist (* 1911)
- 27. Dezember: Leo Normet, estnischer Komponist, Musiktheoretiker und Musikpädagoge (* 1922)
- 28. Dezember: Michel Michelet, russischer Filmkomponist (* 1894)
- 29. Dezember: Lionel Benhamou, französischer Jazzgitarrist (* 1956)
- 29. Dezember: Shura Cherkassky, russisch-US-amerikanischer Pianist (* 1909)
- 29. Dezember: Hans Henkemans, niederländischer Pianist, Komponist und Psychotherapeut (* 1913)
- 30. Dezember: Ralph Flanagan, US-amerikanischer Bandleader, Pianist, Arrangeur und Komponist (* 1914)
- 31. Dezember: Eduardo Hernández Moncada, mexikanischer Komponist, Pianist und Dirigent (* 1899)
- 31. Dezember: Aleksi Matschawariani, georgischer Komponist (* 1913)

### Genaues Todesdatum unbekannt
- Rosa Book, österreichisch-US-amerikanische Opernsängerin (Sopran) (* 1907)
- José Rafael Cisneros, venezolanischer Gitarrist, Komponist und Musikpädagoge (* 1915)
- Jakob Farner, Schweizer Blasmusikdirigent (* 1918)
- Dieter Golombek, deutscher Komponist und Kirchenmusiker (* 1933)
- Magnus Henning, deutscher Komponist und Pianist (* 1904)
- Fritz Ihlau, deutscher Komponist (* 1909)
- James Moody, irischer Stummfilm-Begleitpianist und Komponist (* 1907)
- José Ramírez III, spanischer Gitarrenbauer (* 1922)
- Danny Ross, US-amerikanischer Country-Musiker und Labelbesitzer (* vor 1956)
- Ginger Smock, US-amerikanische Musikerin des Rhythm & Blues und Swing (Geige, Gesang) (* 1920)
- Robert Stewart, US-amerikanischer Komponist (* 1918)
- Ekkehard Tietze, deutscher Kirchenmusiker (* 1914)